# Morgan Avenue
Morgan Avenue – stacja metra nowojorskiego, na linii L. Znajduje się w dzielnicy Brooklyn, w Nowym Jorku i zlokalizowana jest pomiędzy stacjami Montrose Avenue i Jefferson Street. Została otwarta 14 grudnia 1928.